# Дубравный (Калмыкия)
Дубравный (калм. hооҗур) — посёлок в Целинном районе Калмыкии, в составе Целинного сельского муниципального образования Российской Федерации. Расположен в балке Годжур, в 45 км к северо-северо-востоку от села Троицкое.
Население — 13 человек (2014)

## История
Дата основания населённого пункта не установлена. Первоначально назывался Годжур. В урочище Годжур располагалась усадьба с садом бага-чоносовского зайсанга Э.-У. Дондукова.
Летом 1942 года посёлок был кратковременно оккупирован (освобождён к началу 1943 года). 28 декабря 1943 года калмыцкое население было депортировано. Посёлок, как и другие населённые пункты Троицкого улуса был передан в состав Астраханской области, в 1952 году — в состав Ставропольского края (передан в состав вновь образованной Калмыцкой автономной области в 1957 году).
Вплоть до 1964 год посёлок обозначался на топографических картах как посёлок Годжур. Дата и причины переименования в Дубравный не известны. На карте 1984 года указан под новым названием.

## Физико-географическая характеристика
Посёлок расположен в северной части Целинного района в пределах Ергенинской возвышенности, являющейся частью Восточно-Европейской равнины. Средняя высота над уровнем моря — 83 м. Рельеф местности равнинный. Посёлок находится в по правой стороне балки Годжур.
По автомобильной дороге расстояние до столицы Калмыкии города Элиста составляет 59 км, до районного центра посёлка Троицкое — 46 км. Ближайший населённый пункт — посёлок Аршан-Булг, расположенный в 2,8 км к северо-востоку от посёлка. Подъезд к посёлку с твёрдым покрытием отсутствует.
Согласно классификации климатов Кёппена-Гейгера посёлок находится в зоне семиаридного климата (Bsk). В окрестностях посёлка распространены светлокаштановые почвы различного гранулометрического состава в комплексе с солонцами.
В посёлке, как и на всей территории Калмыкии, действует московское время.

## Население
В конце 1980-х в посёлке проживало около 110 жителей.
| 2002 | 2010 | 2012 | 2014 |
| ---- | ---- | ---- | ---- |
| 21   | ↘20  | ↘14  | ↘13  |

Национальный состав
Согласно результатам переписи 2002 года большинство населения посёлка составляли калмыки (58 %) и грузины (26 %).
| Национальность | Численность (2010) | Процент |
| -------------- | ------------------ | ------- |
| Калмыки        | 16                 | 84,2%   |
| Русские        | 3                  | 15,8%   |
| Всего          | 19                 | 100%    |

## Социальная инфраструктура
Социальная инфраструктура не развита. Учреждения культуры (сельский клуб, библиотека) и образования (средняя школа, детский сад) расположены в административном центре сельского поселения — посёлке Аршан-Булг. Медицинское обслуживание жителей села обеспечивают офис фельдшерско-акушерский пункт в посёлке Аршан-Булг и Целинная центральная районная больница. Ближайшее отделение скорой медицинской помощи расположено в Троицком.
Посёлок не газифицирован. Системы централизованного водоснабжения и водоотведения на территории посёлка отсутствуют. Водоснабжение осуществляется путём подвоза пресной воды индивидуально к каждому домовладению. Водоотведение обеспечивается за счёт использования выгребных ям. Система сбора твёрдых бытовых отходов отсутствует.